# Địa phủ Lưỡng Hà cổ đại

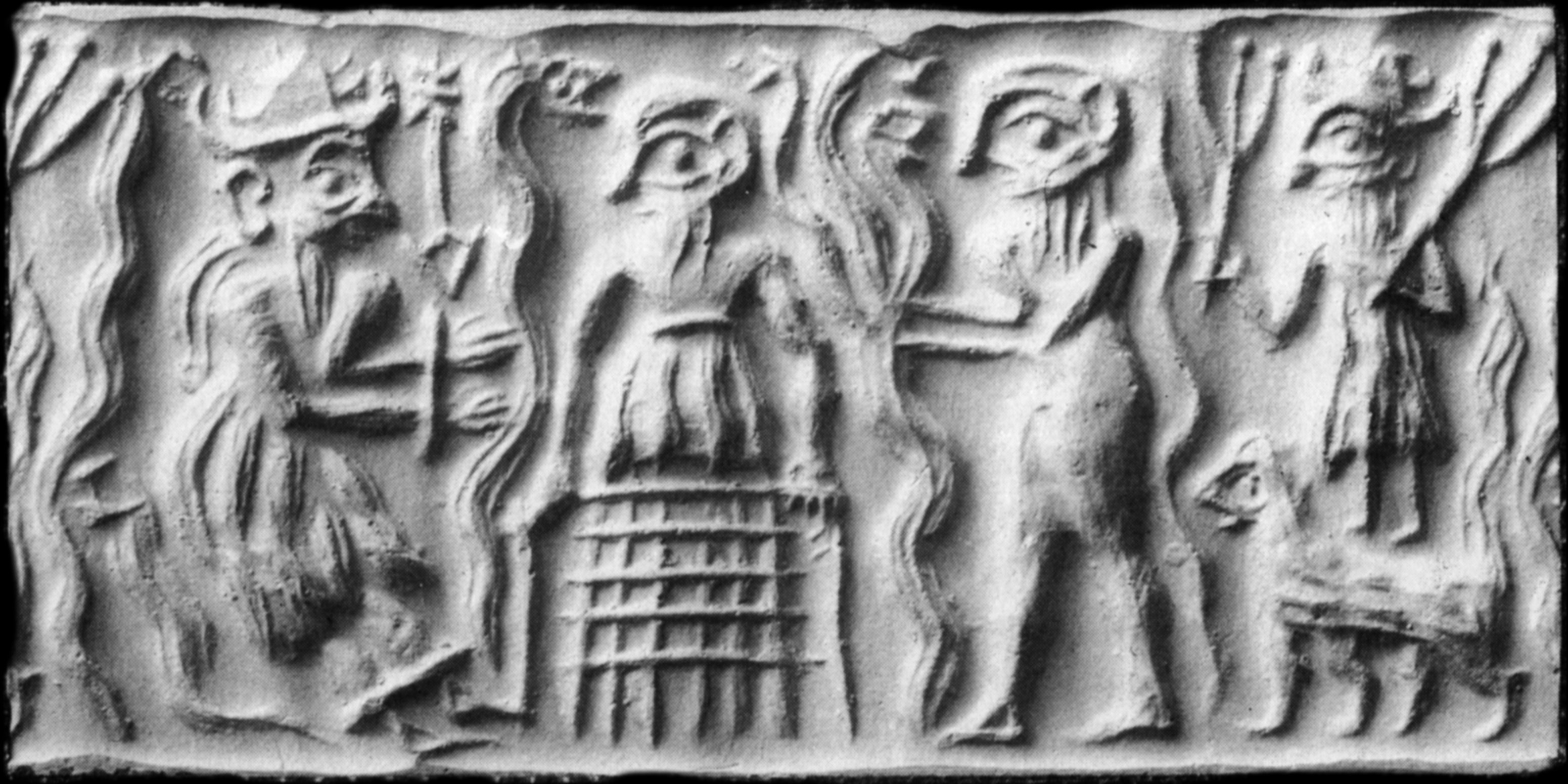
Con dấu hình trụ Sumer cổ đại, thể hiện cảnh thần Dumuzid bị tra tấn trong Địa ngục bởi những con quỷ galla

Địa phủ Lưỡng Hà cổ đại, (thường được biết đến trong tiếng Sumer là Kur, Irkalla, Kukku, Arali hoặc Kigal và trong tiếng Akkad là Erṣetu, mặc dù nó có nhiều tên khác trong cả hai ngôn ngữ) là một hang động tối tăm, thê lương nằm sâu dưới lòng đất là nơi cư dân được cho là tiếp tục sống "trạng thái bóng đêm cuộc đời trên Trái Đất".
Người trị vì Địa phủ là nữ thần Ereshkigal, sống tại cung điện Ganzir, đôi khi được dùng làm tên cho chính địa phủ. Chồng bà là  Thiên ngưu Gugalanna, "người tuần tra con kênh của Anu", hoặc thần chết Nergal trong các câu chuyện sau này. Sau thời kỳ Akkad (k. 2334 - 2154 trước Công nguyên), Nergal đôi khi đảm nhận vai trò là người trị vì địa phủ. Bảy cánh cổng của thế giới ngầm được canh gác bởi thần Neti trong truyền thuyết Sumer. Namtar là sukkal, hay cận thần của Ereshkigal. Vị thần Dumuzid dành nửa thời gian trong năm ở Địa phủ, nửa còn lại thì được thế chỗ bởi chị gái Geshtinanna, nữ thần kí lục tên của người chết. Địa phủ cũng là nơi ở của nhiều loài ma quỷ, bao gồm cả kẻ ăn thịt trẻ con gớm ghiếc Lamashtu, phong quỷ và hộ pháp Pazuzu cùng với galla, loài quỷ phụ trách kéo phàm nhân xuống Địa phủ.

## Dẫn nguồn
1. 1 2  Choksi 2014.
2. ↑  Barret 2007, tr. 7–65.